# (6866) Kukai
(6866) Kukai ist ein Asteroid des Hauptgürtels, der am 12. Februar 1992 vom japanischen Astronomen Satoru Ōtomo am Observatorium in Kiyosato (IAU-Code 894) in Japan entdeckt wurde.
Benannt wurde er am 28. Juli 1999 nach dem buddhistischen Mönch, Gelehrten und Künstler der frühen Heian-Zeit Kūkai (774–835), der in China Buddhismus studierte und nach seiner Rückkehr den japanischen Shingon-Buddhismus begründete.
Der Asteroid gehört zur Eos-Familie, einer Gruppe von Asteroiden, welche typischerweise große Halbachsen von 2,95 bis 3,1 AE aufweisen, nach innen begrenzt von der Kirkwoodlücke der 7:3-Resonanz mit Jupiter[1], sowie Bahnneigungen zwischen 8° und 12°. Die Gruppe ist nach dem Asteroiden (221) Eos benannt. Es wird vermutet, dass die Familie vor mehr als einer Milliarde Jahren durch eine Kollision entstanden ist.